# Wondang-dong
 Wondang-dong (koreanska: 원당동) är en stadsdel i staden Incheon i Sydkorea, 25 km väster om huvudstaden Seoul. Den ligger i stadsdistriktet Seo-gu. Fram till 1 juli 2018 hette den Geomdan 3-dong.